# Râul Chiojdul, Bâsca Chiojdului
Râul Chiojdul este un curs de apă, afluent al râului Bâsca Chiojdului. Se formează la confluența brațelor Chiojdul Mare și Chiojdul Mic

## Hărți
- Harta Județului Prahova